# Eleições legislativas portuguesas de 2002 no distrito de Aveiro
| Eleições legislativas portuguesas de 2002 Distritos: Aveiro \| Beja \| Braga \| Bragança \| Castelo Branco \| Coimbra \| Évora \| Faro \| Guarda \| Leiria \| Lisboa \| Portalegre \| Porto \| Santarém \| Setúbal \| Viana do Castelo \| Vila Real \| Viseu \| Açores \| Madeira \| Estrangeiro |

## Resultados por Concelho
Os resultados nos concelhos do Distrito de Aveiro foram os seguintes:

### Águeda
| Partido                 | Partido                        | Votos  | %               | +/-  |
| ----------------------- | ------------------------------ | ------ | --------------- | ---- |
|                         | Partido Social Democrata       | 11 944 | 47,39 / 100,00  | 8,75 |
|                         | Partido Socialista             | 8 336  | 33,07 / 100,00  | 7,84 |
|                         | Partido Popular                | 3 109  | 12,33 / 100,00  | 0,80 |
|                         | Coligação Democrática Unitária | 741    | 2,94 / 100,00   | 0,50 |
|                         | Bloco de Esquerda              | 383    | 1,52 / 100,00   | 0,55 |
|                         | Outros                         | 256    | 1,01 / 100,00   |      |
| Votos Inválidos         | Votos Inválidos                | 436    | 1,73 / 100,00   | 0,23 |
| Total                   | Total                          | 25 205 | 100,00 / 100,00 |      |
| Eleitorado/Participação | Eleitorado/Participação        | 40 907 | 61,62 / 100,00  | 0,14 |

| Freguesia            | %     | %     | %     | %    | %    | Votantes |
| Freguesia            | PSD   | PS    | PP    | CDU  | BE   | Votantes |
| -------------------- | ----- | ----- | ----- | ---- | ---- | -------- |
| Agadão               | 65,57 | 19,46 | 9,58  | 1,50 | 0,60 | 334      |
| Aguada de Baixo      | 49,72 | 21,16 | 23,78 | 1,25 | 0,57 | 879      |
| Aguada de Cima       | 57,24 | 26,75 | 10,58 | 1,57 | 1,09 | 1 843    |
| Águeda               | 43,23 | 38,06 | 10,12 | 3,92 | 1,95 | 5 998    |
| Barrô                | 54,12 | 30,40 | 10,85 | 0,79 | 1,58 | 885      |
| Belazaima do Chão    | 49,85 | 40,12 | 7,08  | 1,18 | 0    | 339      |
| Borralha             | 39,03 | 40,67 | 13,30 | 2,68 | 2,25 | 1 158    |
| Castanheira do Vouga | 62,32 | 22,22 | 13,29 | 0,24 | 0,24 | 414      |
| Espinhel             | 41,00 | 40,12 | 10,92 | 2,43 | 1,82 | 1 483    |
| Fermentelos          | 64,56 | 10,76 | 21,23 | 0,47 | 0,88 | 1 710    |
| Lamas do Vouga       | 45,56 | 41,82 | 8,41  | 2,34 | 0,23 | 428      |
| Macieira de Alcoba   | 60,00 | 20,00 | 13,68 | 1,05 | 0    | 95       |
| Macinhata do Vouga   | 43,12 | 33,58 | 15,06 | 4,09 | 1,24 | 1 614    |
| Óis da Ribeira       | 47,26 | 32,17 | 14,00 | 1,97 | 1,75 | 657      |
| Préstimo             | 52,80 | 18,18 | 18,18 | 5,22 | 1,74 | 517      |
| Recardães            | 43,67 | 39,97 | 8,71  | 3,76 | 1,69 | 1 596    |
| Segadães             | 40,38 | 34,46 | 20,51 | 2,33 | 0,63 | 473      |
| Travassô             | 49,25 | 31,20 | 13,57 | 1,18 | 1,50 | 936      |
| Trofa                | 43,00 | 36,19 | 11,61 | 4,22 | 2,33 | 1 542    |
| Valongo do Vouga     | 44,77 | 37,14 | 8,79  | 4,55 | 1,52 | 2 504    |
| Águeda               | 47,39 | 33,07 | 12,33 | 2,94 | 1,52 | 25 205   |

### Albergaria-a-Velha
| Partido                 | Partido                        | Votos  | %               | +/-  |
| ----------------------- | ------------------------------ | ------ | --------------- | ---- |
|                         | Partido Social Democrata       | 6 132  | 49,39 / 100,00  | 8,46 |
|                         | Partido Socialista             | 3 306  | 26,63 / 100,00  | 7,51 |
|                         | Partido Popular                | 2 321  | 18,69 / 100,00  | 0,06 |
|                         | Coligação Democrática Unitária | 216    | 1,74 / 100,00   | 0,84 |
|                         | Bloco de Esquerda              | 165    | 1,33 / 100,00   | 0,60 |
|                         | Outros                         | 90     | 0,72 / 100,00   |      |
| Votos Inválidos         | Votos Inválidos                | 186    | 1,49 / 100,00   | 0,14 |
| Total                   | Total                          | 12 416 | 100,00 / 100,00 |      |
| Eleitorado/Participação | Eleitorado/Participação        | 19 644 | 63,21 / 100,00  | 1,83 |

| Freguesia          | %     | %     | %     | %    | %    | Votantes |
| Freguesia          | PSD   | PS    | PP    | CDU  | BE   | Votantes |
| ------------------ | ----- | ----- | ----- | ---- | ---- | -------- |
| Albergaria-a-Velha | 46,36 | 27,99 | 19,74 | 1,48 | 2,05 | 3 516    |
| Alquerubim         | 55,00 | 27,11 | 13,81 | 0,52 | 1,39 | 1 151    |
| Angeja             | 38,32 | 34,35 | 18,87 | 5,24 | 1,08 | 1 203    |
| Branca             | 56,19 | 24,33 | 15,24 | 1,26 | 0,89 | 2 696    |
| Frossos            | 43,96 | 22,96 | 28,68 | 0,75 | 0,94 | 530      |
| Ribeira de Fráguas | 46,26 | 25,92 | 22,61 | 1,23 | 1,23 | 1 057    |
| São João de Loure  | 54,83 | 17,96 | 22,58 | 1,54 | 1,03 | 1 169    |
| Valmaior           | 48,45 | 30,26 | 16,00 | 2,38 | 0,91 | 1 094    |
| Albergaria-a-Velha | 49,39 | 26,63 | 18,69 | 1,74 | 1,33 | 12 416   |

### Anadia
| Partido                 | Partido                        | Votos  | %               | +/-  |
| ----------------------- | ------------------------------ | ------ | --------------- | ---- |
|                         | Partido Social Democrata       | 9 270  | 55,21 / 100,00  | 9,87 |
|                         | Partido Socialista             | 4 480  | 26,68 / 100,00  | 7,39 |
|                         | Partido Popular                | 1 971  | 11,74 / 100,00  | 1,89 |
|                         | Bloco de Esquerda              | 272    | 1,62 / 100,00   | 0,46 |
|                         | Coligação Democrática Unitária | 268    | 1,60 / 100,00   | 0,63 |
|                         | Outros                         | 148    | 0,87 / 100,00   |      |
| Votos Inválidos         | Votos Inválidos                | 382    | 2,28 / 100,00   | 0,07 |
| Total                   | Total                          | 16 791 | 100,00 / 100,00 |      |
| Eleitorado/Participação | Eleitorado/Participação        | 26 981 | 62,23 / 100,00  | 0,36 |

| Freguesia              | %     | %     | %     | %    | %    | Votantes |
| Freguesia              | PSD   | PS    | PP    | BE   | CDU  | Votantes |
| ---------------------- | ----- | ----- | ----- | ---- | ---- | -------- |
| Aguim                  | 52,55 | 35,81 | 6,11  | 2,18 | 1,16 | 687      |
| Amoreira da Gândara    | 58,82 | 20,11 | 17,08 | 0,41 | 0,69 | 726      |
| Ancas                  | 53,43 | 25,97 | 14,38 | 1,29 | 0,86 | 466      |
| Arcos                  | 44,49 | 36,24 | 9,67  | 3,25 | 3,39 | 2 740    |
| Avelãs de Caminho      | 50,00 | 32,11 | 12,02 | 1,17 | 0,88 | 682      |
| Avelãs de Cima         | 65,90 | 16,89 | 12,77 | 1,19 | 0,56 | 1 261    |
| Mogofores              | 38,77 | 40,19 | 13,29 | 2,85 | 1,27 | 632      |
| Moita                  | 57,00 | 27,11 | 10,99 | 0,90 | 1,36 | 1 328    |
| Óis do Bairro          | 50,54 | 30,82 | 12,19 | 2,15 | 1,79 | 279      |
| Paredes do Bairro      | 74,71 | 10,69 | 11,71 | 0,87 | 0,43 | 692      |
| Sangalhos              | 50,29 | 24,25 | 16,17 | 1,83 | 2,79 | 2 400    |
| São Lourenço do Bairro | 57,26 | 27,15 | 11,10 | 1,06 | 0,68 | 1 315    |
| Tamengos               | 53,49 | 29,82 | 10,77 | 1,30 | 0,36 | 845      |
| Vila Nova de Monsarros | 51,66 | 35,91 | 7,29  | 0,75 | 2,04 | 933      |
| Vilarinho do Bairro    | 71,36 | 13,41 | 10,64 | 1,00 | 0,72 | 1 805    |
| Anadia                 | 55,21 | 26,68 | 11,74 | 1,62 | 1,60 | 16 791   |

### Arouca
| Partido                 | Partido                        | Votos  | %               | +/-  |
| ----------------------- | ------------------------------ | ------ | --------------- | ---- |
|                         | Partido Social Democrata       | 7 451  | 56,70 / 100,00  | 9,51 |
|                         | Partido Socialista             | 3 047  | 23,19 / 100,00  | 6,65 |
|                         | Partido Popular                | 1 980  | 15,07 / 100,00  | 2,35 |
|                         | Bloco de Esquerda              | 170    | 1,29 / 100,00   | 0,55 |
|                         | Coligação Democrática Unitária | 150    | 1,14 / 100,00   | 0,48 |
|                         | Outros                         | 129    | 0,98 / 100,00   |      |
| Votos Inválidos         | Votos Inválidos                | 214    | 1,62 / 100,00   | 0,24 |
| Total                   | Total                          | 13 141 | 100,00 / 100,00 |      |
| Eleitorado/Participação | Eleitorado/Participação        | 20 359 | 64,55 / 100,00  | 1,75 |

| Freguesia           | %     | %     | %     | %    | %    | Votantes |
| Freguesia           | PSD   | PS    | PP    | BE   | CDU  | Votantes |
| ------------------- | ----- | ----- | ----- | ---- | ---- | -------- |
| Albergaria da Serra | 35,80 | 46,91 | 6,17  | 0    | 2,47 | 81       |
| Alvarenga           | 58,88 | 23,82 | 11,57 | 0,79 | 1,80 | 890      |
| Arouca              | 47,43 | 33,21 | 11,81 | 2,60 | 1,36 | 1 617    |
| Burgo               | 52,09 | 26,81 | 16,00 | 1,96 | 0,77 | 1 175    |
| Cabreiros           | 60,00 | 24,71 | 10,59 | 0    | 1,18 | 85       |
| Canelas             | 50,93 | 13,95 | 29,77 | 0,70 | 2,56 | 430      |
| Chave               | 42,65 | 26,51 | 23,10 | 1,44 | 1,05 | 762      |
| Covelo de Paivó     | 67,05 | 17,05 | 11,36 | 0    | 2,27 | 88       |
| Escariz             | 60,73 | 21,80 | 13,99 | 1,27 | 0,51 | 1 179    |
| Espiunca            | 61,56 | 15,65 | 19,39 | 1,02 | 0    | 294      |
| Fermedo             | 56,78 | 26,71 | 12,21 | 0,81 | 2,15 | 745      |
| Janarde             | 81,37 | 11,76 | 1,96  | 1,96 | 1,96 | 102      |
| Mansores            | 66,42 | 14,50 | 16,86 | 0,30 | 0,44 | 676      |
| Moldes              | 55,63 | 28,02 | 10,85 | 1,51 | 0,69 | 728      |
| Rossas              | 59,74 | 16,97 | 18,28 | 0,76 | 2,18 | 919      |
| Santa Eulália       | 56,85 | 21,88 | 16,68 | 1,76 | 0,61 | 1 307    |
| São Miguel do Mato  | 70,70 | 11,86 | 14,04 | 0,48 | 1,69 | 413      |
| Tropeço             | 64,18 | 17,53 | 13,11 | 0,61 | 1,22 | 656      |
| Urrô                | 60,67 | 23,15 | 12,86 | 0,76 | 0,45 | 661      |
| Várzea              | 60,66 | 21,62 | 14,11 | 1,20 | 0,30 | 333      |
| Arouca              | 56,70 | 23,19 | 15,07 | 1,29 | 1,14 | 13 141   |

### Aveiro
| Partido                 | Partido                        | Votos  | %               | +/-  |
| ----------------------- | ------------------------------ | ------ | --------------- | ---- |
|                         | Partido Social Democrata       | 16 556 | 43,91 / 100,00  | 8,63 |
|                         | Partido Socialista             | 12 018 | 31,88 / 100,00  | 5,15 |
|                         | Partido Popular                | 5 990  | 15,89 / 100,00  | 1,91 |
|                         | Bloco de Esquerda              | 1 026  | 2,72 / 100,00   | 0,01 |
|                         | Coligação Democrática Unitária | 964    | 2,56 / 100,00   | 1,20 |
|                         | Outros                         | 372    | 0,98 / 100,00   |      |
| Votos Inválidos         | Votos Inválidos                | 776    | 2,05 / 100,00   | 0,02 |
| Total                   | Total                          | 37 702 | 100,00 / 100,00 |      |
| Eleitorado/Participação | Eleitorado/Participação        | 59 741 | 63,11 / 100,00  | 0,31 |

| Freguesia               | %     | %     | %     | %    | %    | Votantes |
| Freguesia               | PSD   | PS    | PP    | BE   | CDU  | Votantes |
| ----------------------- | ----- | ----- | ----- | ---- | ---- | -------- |
| Aradas                  | 50,52 | 26,97 | 15,82 | 2,02 | 1,68 | 4 052    |
| Cacia                   | 40,87 | 37,02 | 13,58 | 2,25 | 3,05 | 3 247    |
| Eirol                   | 44,70 | 28,67 | 22,57 | 0,45 | 0,90 | 443      |
| Eixo                    | 40,65 | 30,23 | 19,63 | 2,55 | 3,18 | 2 236    |
| Esgueira                | 35,44 | 39,48 | 14,85 | 2,95 | 3,58 | 5 421    |
| Glória                  | 38,63 | 37,19 | 14,20 | 3,96 | 2,79 | 6 063    |
| Nariz                   | 61,27 | 11,47 | 21,86 | 0,81 | 0,54 | 741      |
| Nossa Senhora de Fátima | 65,09 | 12,68 | 19,72 | 0,70 | 0,70 | 994      |
| Oliveirinha             | 60,53 | 18,28 | 16,97 | 0,93 | 0,81 | 2 587    |
| Requeixo                | 56,59 | 14,69 | 25,21 | 0,67 | 1,00 | 599      |
| Santa Joana             | 48,35 | 28,96 | 15,85 | 2,10 | 2,15 | 3 899    |
| São Bernardo            | 46,99 | 28,30 | 17,12 | 3,45 | 1,31 | 2 290    |
| São Jacinto             | 27,00 | 51,27 | 15,19 | 1,27 | 2,11 | 474      |
| Vera Cruz               | 36,88 | 37,22 | 14,45 | 4,38 | 4,23 | 4 656    |
| Aveiro                  | 43,91 | 31,88 | 15,89 | 2,72 | 2,56 | 37 702   |

### Castelo de Paiva
| Partido                 | Partido                        | Votos  | %               | +/-     |
| ----------------------- | ------------------------------ | ------ | --------------- | ------- |
|                         | Partido Social Democrata       | 4 330  | 48,37 / 100,00  | 7,38    |
|                         | Partido Socialista             | 3 552  | 39,68 / 100,00  | 8,93    |
|                         | Partido Popular                | 625    | 6,98 / 100,00   | 2,21    |
|                         | Coligação Democrática Unitária | 117    | 1,31 / 100,00   | 0,44    |
|                         | Bloco de Esquerda              | 103    | 1,15 / 100,00   | 0,15    |
|                         | Outros                         | 74     | 0,83 / 100,00   |         |
| Votos Inválidos         | Votos Inválidos                | 151    | 1,69 / 100,00   | Estável |
| Total                   | Total                          | 8 952  | 100,00 / 100,00 |         |
| Eleitorado/Participação | Eleitorado/Participação        | 14 182 | 63,12 / 100,00  | 0,10    |

| Freguesia                | %     | %     | %     | %    | %    | Votantes |
| Freguesia                | PSD   | PS    | PP    | CDU  | BE   | Votantes |
| ------------------------ | ----- | ----- | ----- | ---- | ---- | -------- |
| Bairros                  | 52,41 | 37,63 | 5,94  | 0,60 | 0,50 | 994      |
| Fornos                   | 39,39 | 49,18 | 7,07  | 0,87 | 0,98 | 919      |
| Paraíso                  | 50,27 | 32,25 | 12,97 | 1,08 | 0,54 | 555      |
| Pedorido                 | 35,18 | 53,02 | 4,77  | 3,02 | 1,01 | 796      |
| Raiva                    | 36,24 | 47,46 | 8,48  | 2,33 | 2,58 | 1 203    |
| Real                     | 46,63 | 43,11 | 6,16  | 0    | 0,73 | 682      |
| Santa Maria de Sardoura  | 58,98 | 30,71 | 6,45  | 0,52 | 1,11 | 1 348    |
| São Martinho de Sardoura | 64,79 | 27,66 | 4,89  | 0,74 | 0,53 | 940      |
| Sobrado                  | 48,18 | 38,68 | 7,52  | 1,52 | 1,98 | 1 515    |
| Castelo de Paiva         | 48,37 | 39,68 | 6,98  | 1,31 | 1,15 | 8 952    |

### Espinho
| Partido                 | Partido                        | Votos  | %               | +/-  |
| ----------------------- | ------------------------------ | ------ | --------------- | ---- |
|                         | Partido Socialista             | 8 370  | 40,46 / 100,00  | 5,44 |
|                         | Partido Social Democrata       | 7 987  | 38,61 / 100,00  | 7,05 |
|                         | Partido Popular                | 1 845  | 8,92 / 100,00   | 0,43 |
|                         | Coligação Democrática Unitária | 1 324  | 6,40 / 100,00   | 2,11 |
|                         | Bloco de Esquerda              | 462    | 2,23 / 100,00   | 0,41 |
|                         | Outros                         | 272    | 1,32 / 100,00   |      |
| Votos Inválidos         | Votos Inválidos                | 426    | 2,06 / 100,00   | 0,14 |
| Total                   | Total                          | 20 686 | 100,00 / 100,00 |      |
| Eleitorado/Participação | Eleitorado/Participação        | 30 276 | 68,32 / 100,00  | 0,10 |

| Freguesia | %     | %     | %    | %    | %    | Votantes |
| Freguesia | PS    | PSD   | PP   | CDU  | BE   | Votantes |
| --------- | ----- | ----- | ---- | ---- | ---- | -------- |
| Anta      | 40,76 | 38,41 | 8,89 | 6,17 | 1,95 | 5 964    |
| Espinho   | 32,23 | 46,45 | 9,74 | 5,35 | 3,34 | 7 584    |
| Guetim    | 32,70 | 51,37 | 8,23 | 4,43 | 0,95 | 948      |
| Paramos   | 43,76 | 34,53 | 9,93 | 6,64 | 1,25 | 2 004    |
| Silvalde  | 55,14 | 23,75 | 7,14 | 8,95 | 1,41 | 4 186    |
| Espinho   | 40,46 | 38,61 | 8,92 | 6,40 | 2,23 | 20 686   |

### Estarreja
| Partido                 | Partido                        | Votos  | %               | +/-  |
| ----------------------- | ------------------------------ | ------ | --------------- | ---- |
|                         | Partido Social Democrata       | 6 824  | 49,81 / 100,00  | 7,83 |
|                         | Partido Socialista             | 4 183  | 30,53 / 100,00  | 6,53 |
|                         | Partido Popular                | 1 678  | 12,25 / 100,00  | 0,15 |
|                         | Coligação Democrática Unitária | 420    | 3,07 / 100,00   | 1,02 |
|                         | Bloco de Esquerda              | 218    | 1,59 / 100,00   | 0,18 |
|                         | Outros                         | 146    | 1,07 / 100,00   |      |
| Votos Inválidos         | Votos Inválidos                | 232    | 1,70 / 100,00   | 0,10 |
| Total                   | Total                          | 13 701 | 100,00 / 100,00 |      |
| Eleitorado/Participação | Eleitorado/Participação        | 22 649 | 60,49 / 100,00  | 0,61 |

| Freguesia | %     | %     | %     | %    | %    | Votantes |
| Freguesia | PSD   | PS    | PP    | CDU  | BE   | Votantes |
| --------- | ----- | ----- | ----- | ---- | ---- | -------- |
| Avanca    | 45,69 | 35,44 | 11,70 | 2,49 | 1,89 | 3 016    |
| Beduído   | 42,84 | 37,00 | 11,11 | 4,44 | 1,93 | 3 989    |
| Canelas   | 54,76 | 23,24 | 15,99 | 2,72 | 1,13 | 882      |
| Fermelã   | 51,79 | 25,33 | 16,07 | 3,46 | 0,56 | 896      |
| Pardilhó  | 53,94 | 26,24 | 10,71 | 4,12 | 1,76 | 1 700    |
| Salreu    | 58,45 | 23,67 | 12,75 | 1,47 | 1,20 | 2 243    |
| Veiros    | 57,64 | 23,49 | 13,23 | 1,03 | 1,23 | 975      |
| Estarreja | 49,81 | 30,53 | 12,25 | 3,07 | 1,59 | 13 701   |

### Ílhavo
| Partido                 | Partido                        | Votos  | %               | +/-   |
| ----------------------- | ------------------------------ | ------ | --------------- | ----- |
|                         | Partido Social Democrata       | 8 132  | 49,12 / 100,00  | 10,17 |
|                         | Partido Socialista             | 4 706  | 28,42 / 100,00  | 8,36  |
|                         | Partido Popular                | 2 396  | 14,47 / 100,00  | 0,63  |
|                         | Bloco de Esquerda              | 434    | 2,62 / 100,00   | 0,77  |
|                         | Coligação Democrática Unitária | 404    | 2,44 / 100,00   | 1,19  |
|                         | Outros                         | 178    | 1,08 / 100,00   |       |
| Votos Inválidos         | Votos Inválidos                | 307    | 1,85 / 100,00   | 0,15  |
| Total                   | Total                          | 16 557 | 100,00 / 100,00 |       |
| Eleitorado/Participação | Eleitorado/Participação        | 28 699 | 57,69 / 100,00  | 1,75  |

| Freguesia             | %     | %     | %     | %    | %    | Votantes |
| Freguesia             | PSD   | PS    | PP    | BE   | CDU  | Votantes |
| --------------------- | ----- | ----- | ----- | ---- | ---- | -------- |
| Gafanha da Encarnação | 57,25 | 19,53 | 17,63 | 1,28 | 1,59 | 1 951    |
| Gafanha da Nazaré     | 46,62 | 28,60 | 16,58 | 2,65 | 2,27 | 6 308    |
| Gafanha do Carmo      | 55,62 | 25,94 | 14,09 | 1,05 | 1,20 | 667      |
| Ílhavo (São Salvador) | 48,53 | 30,77 | 11,95 | 3,08 | 2,91 | 7 631    |
| Ílhavo                | 49,12 | 28,42 | 14,47 | 2,62 | 2,44 | 16 557   |

### Mealhada
| Partido                 | Partido                        | Votos  | %               | +/-  |
| ----------------------- | ------------------------------ | ------ | --------------- | ---- |
|                         | Partido Socialista             | 4 813  | 47,96 / 100,00  | 6,20 |
|                         | Partido Social Democrata       | 3 604  | 35,91 / 100,00  | 6,77 |
|                         | Partido Popular                | 641    | 6,39 / 100,00   | 0,50 |
|                         | Coligação Democrática Unitária | 400    | 3,99 / 100,00   | 1,79 |
|                         | Bloco de Esquerda              | 231    | 2,30 / 100,00   | 0,74 |
|                         | Outros                         | 121    | 1,21 / 100,00   |      |
| Votos Inválidos         | Votos Inválidos                | 226    | 2,25 / 100,00   | 0,13 |
| Total                   | Total                          | 10 036 | 100,00 / 100,00 |      |
| Eleitorado/Participação | Eleitorado/Participação        | 17 102 | 58,68 / 100,00  | 0,71 |

| Freguesia         | %     | %     | %    | %    | %    | Votantes |
| Freguesia         | PS    | PSD   | PP   | CDU  | BE   | Votantes |
| ----------------- | ----- | ----- | ---- | ---- | ---- | -------- |
| Antes             | 38,15 | 50,40 | 6,43 | 0,80 | 1,41 | 498      |
| Barcouço          | 53,02 | 30,44 | 4,94 | 6,55 | 0,91 | 992      |
| Casal Comba       | 51,18 | 34,14 | 6,04 | 3,05 | 1,46 | 1 573    |
| Luso              | 50,92 | 32,60 | 6,65 | 4,53 | 2,19 | 1 414    |
| Mealhada          | 44,05 | 37,91 | 6,62 | 4,54 | 3,95 | 1 873    |
| Pampilhosa        | 50,17 | 29,53 | 7,89 | 5,41 | 3,18 | 2 015    |
| Vacariça          | 52,26 | 35,32 | 5,10 | 2,02 | 1,64 | 1 039    |
| Ventosa do Bairro | 30,54 | 60,28 | 5,54 | 0,63 | 0,95 | 632      |
| Mealhada          | 47,96 | 35,91 | 6,39 | 3,99 | 2,30 | 10 036   |

### Murtosa
| Partido                 | Partido                  | Votos | %               | +/-  |
| ----------------------- | ------------------------ | ----- | --------------- | ---- |
|                         | Partido Social Democrata | 3 034 | 68,01 / 100,00  | 5,08 |
|                         | Partido Socialista       | 837   | 18,76 / 100,00  | 4,04 |
|                         | Partido Popular          | 398   | 8,92 / 100,00   | 0,84 |
|                         | Bloco de Esquerda        | 64    | 1,43 / 100,00   | 0,91 |
|                         | Outros                   | 77    | 1,73 / 100,00   |      |
| Votos Inválidos         | Votos Inválidos          | 51    | 1,15 / 100,00   | 0,45 |
| Total                   | Total                    | 4 461 | 100,00 / 100,00 |      |
| Eleitorado/Participação | Eleitorado/Participação  | 8 311 | 53,68 / 100,00  | 0,71 |

| Freguesia | %     | %     | %     | %    | Votantes |
| Freguesia | PSD   | PS    | PP    | BE   | Votantes |
| --------- | ----- | ----- | ----- | ---- | -------- |
| Bunheiro  | 70,98 | 14,39 | 10,61 | 0,76 | 1 320    |
| Monte     | 64,81 | 24,46 | 6,44  | 2,15 | 699      |
| Murtosa   | 72,51 | 15,27 | 6,89  | 1,95 | 1 539    |
| Torreira  | 58,47 | 26,69 | 11,85 | 1,00 | 903      |
| Murtosa   | 68,01 | 18,76 | 8,92  | 1,43 | 4 461    |

### Oliveira de Azeméis
| Partido                 | Partido                        | Votos  | %               | +/-  |
| ----------------------- | ------------------------------ | ------ | --------------- | ---- |
|                         | Partido Social Democrata       | 16 853 | 45,66 / 100,00  | 8,68 |
|                         | Partido Socialista             | 13 297 | 36,03 / 100,00  | 6,72 |
|                         | Partido Popular                | 4 527  | 12,27 / 100,00  | 1,91 |
|                         | Coligação Democrática Unitária | 679    | 1,84 / 100,00   | 0,54 |
|                         | Bloco de Esquerda              | 531    | 1,44 / 100,00   | 0,60 |
|                         | Outros                         | 395    | 1,07 / 100,00   |      |
| Votos Inválidos         | Votos Inválidos                | 625    | 1,69 / 100,00   | 0,09 |
| Total                   | Total                          | 36 907 | 100,00 / 100,00 |      |
| Eleitorado/Participação | Eleitorado/Participação        | 56 453 | 65,38 / 100,00  | 1,18 |

| Freguesia               | %     | %     | %     | %    | %    | Votantes |
| Freguesia               | PSD   | PS    | PP    | CDU  | BE   | Votantes |
| ----------------------- | ----- | ----- | ----- | ---- | ---- | -------- |
| Carregosa               | 49,72 | 26,56 | 17,16 | 1,95 | 1,25 | 1 999    |
| Cesar                   | 43,57 | 37,43 | 12,00 | 2,07 | 1,44 | 1 742    |
| Fajões                  | 54,00 | 25,31 | 14,52 | 2,61 | 1,01 | 1 687    |
| Loureiro                | 69,34 | 16,99 | 11,43 | 0,43 | 0,59 | 1 872    |
| Macieira de Sarnes      | 31,37 | 48,35 | 8,32  | 6,67 | 2,08 | 1 154    |
| Macinhata da Seixa      | 42,20 | 34,26 | 18,80 | 0,97 | 1,39 | 718      |
| Madail                  | 59,70 | 24,05 | 13,50 | 0,42 | 0,42 | 474      |
| Nogueira do Cravo       | 40,68 | 42,29 | 8,06  | 4,12 | 1,67 | 1 674    |
| Oliveira de Azeméis     | 45,01 | 33,05 | 14,94 | 1,59 | 2,23 | 5 528    |
| Ossela                  | 50,22 | 30,48 | 14,23 | 0,67 | 1,12 | 1 342    |
| Palmaz                  | 47,45 | 35,03 | 13,95 | 0,68 | 0,43 | 1 176    |
| Pindelo                 | 40,25 | 41,03 | 12,03 | 3,03 | 1,34 | 1 421    |
| Pinheiro da Bemposta    | 55,05 | 28,64 | 13,12 | 0,73 | 0,56 | 1 784    |
| Santiago de Riba-Ul     | 40,82 | 39,99 | 12,01 | 2,64 | 1,86 | 2 048    |
| São Martinho da Gândara | 48,90 | 35,45 | 10,35 | 1,63 | 1,39 | 1 227    |
| São Roque               | 42,72 | 41,74 | 10,19 | 1,19 | 1,40 | 2 856    |
| Travanca                | 47,31 | 31,72 | 17,56 | 0,55 | 0,99 | 911      |
| Ul                      | 51,08 | 34,49 | 10,06 | 0,69 | 0,97 | 1 441    |
| Vila de Cucujães        | 36,99 | 47,31 | 9,07  | 1,93 | 1,69 | 5 853    |
| Oliveira de Azeméis     | 45,86 | 36,03 | 12,27 | 1,84 | 1,44 | 36 907   |

### Oliveira do Bairro
| Partido                 | Partido                        | Votos  | %               | +/-  |
| ----------------------- | ------------------------------ | ------ | --------------- | ---- |
|                         | Partido Social Democrata       | 6 668  | 59,81 / 100,00  | 9,27 |
|                         | Partido Popular                | 2 412  | 21,64 / 100,00  | 5,00 |
|                         | Partido Socialista             | 1 512  | 13,56 / 100,00  | 4,17 |
|                         | Coligação Democrática Unitária | 135    | 1,21 / 100,00   | 0,33 |
|                         | Bloco de Esquerda              | 124    | 1,11 / 100,00   | 0,59 |
|                         | Outros                         | 79     | 0,70 / 100,00   |      |
| Votos Inválidos         | Votos Inválidos                | 218    | 1,95 / 100,00   | 0,12 |
| Total                   | Total                          | 11 148 | 100,00 / 100,00 |      |
| Eleitorado/Participação | Eleitorado/Participação        | 16 996 | 65,59 / 100,00  | 0,36 |

| Freguesia          | %     | %     | %     | %    | %    | Votantes |
| Freguesia          | PSD   | PP    | PS    | CDU  | BE   | Votantes |
| ------------------ | ----- | ----- | ----- | ---- | ---- | -------- |
| Bustos             | 54,82 | 29,09 | 10,92 | 1,27 | 1,42 | 1 337    |
| Mamarrosa          | 57,39 | 27,83 | 11,41 | 0,76 | 0,54 | 920      |
| Oiã                | 61,01 | 18,32 | 15,43 | 1,56 | 1,13 | 3 460    |
| Oliveira do Bairro | 57,81 | 19,56 | 16,86 | 1,29 | 1,37 | 2 562    |
| Palhaça            | 67,30 | 20,93 | 8,67  | 0,21 | 0,85 | 1 419    |
| Troviscal          | 59,31 | 23,10 | 11,86 | 1,45 | 0,97 | 1 450    |
| Oliveira do Bairro | 59,81 | 21,64 | 13,56 | 1,21 | 1,11 | 11 148   |

### Ovar
| Partido                 | Partido                        | Votos  | %               | +/-  |
| ----------------------- | ------------------------------ | ------ | --------------- | ---- |
|                         | Partido Socialista             | 11 003 | 42,29 / 100,00  | 5,79 |
|                         | Partido Social Democrata       | 10 117 | 38,89 / 100,00  | 6,02 |
|                         | Partido Popular                | 2 129  | 8,18 / 100,00   | 0,64 |
|                         | Coligação Democrática Unitária | 1 235  | 4,75 / 100,00   | 1,70 |
|                         | Bloco de Esquerda              | 711    | 2,73 / 100,00   | 1,03 |
|                         | Outros                         | 359    | 1,38 / 100,00   |      |
| Votos Inválidos         | Votos Inválidos                | 462    | 1,77 / 100,00   | 0,04 |
| Total                   | Total                          | 26 016 | 100,00 / 100,00 |      |
| Eleitorado/Participação | Eleitorado/Participação        | 42 633 | 61,02 / 100,00  | 0,45 |

| Freguesia                   | %     | %     | %    | %    | %    | Votantes |
| Freguesia                   | PS    | PSD   | PP   | CDU  | BE   | Votantes |
| --------------------------- | ----- | ----- | ---- | ---- | ---- | -------- |
| Arada                       | 34,41 | 49,18 | 8,60 | 2,69 | 1,71 | 1 523    |
| Cortegaça                   | 47,49 | 36,16 | 8,35 | 2,29 | 2,54 | 2 049    |
| Esmoriz                     | 42,39 | 39,76 | 8,50 | 3,38 | 2,31 | 5 450    |
| Maceda                      | 45,96 | 35,93 | 9,40 | 4,53 | 1,09 | 1 745    |
| Ovar                        | 42,08 | 34,86 | 8,36 | 7,72 | 4,24 | 8 106    |
| São João de Ovar            | 43,79 | 37,09 | 7,30 | 5,47 | 2,65 | 3 165    |
| São Vicente de Pereira Jusã | 37,61 | 49,22 | 7,65 | 1,40 | 0,99 | 1 215    |
| Válega                      | 41,26 | 44,70 | 7,17 | 2,46 | 1,74 | 2 763    |
| Ovar                        | 42,29 | 38,89 | 8,18 | 4,75 | 2,73 | 26 016   |

### Santa Maria da Feira
| Partido                 | Partido                        | Votos   | %               | +/-  |
| ----------------------- | ------------------------------ | ------- | --------------- | ---- |
|                         | Partido Social Democrata       | 30 017  | 42,84 / 100,00  | 6,51 |
|                         | Partido Socialista             | 28 292  | 40,37 / 100,00  | 7,04 |
|                         | Partido Popular                | 6 868   | 9,80 / 100,00   | 0,61 |
|                         | Coligação Democrática Unitária | 1 749   | 2,50 / 100,00   | 0,69 |
|                         | Bloco de Esquerda              | 1 076   | 1,54 / 100,00   | 0,63 |
|                         | Outros                         | 843     | 1,20 / 100,00   |      |
| Votos Inválidos         | Votos Inválidos                | 1 229   | 1,75 / 100,00   | 0,20 |
| Total                   | Total                          | 70 074  | 100,00 / 100,00 |      |
| Eleitorado/Participação | Eleitorado/Participação        | 107 658 | 65,09 / 100,00  | 0,97 |

| Freguesia             | %     | %     | %     | %     | %    | Votantes |
| Freguesia             | PSD   | PS    | PP    | CDU   | BE   | Votantes |
| --------------------- | ----- | ----- | ----- | ----- | ---- | -------- |
| Argoncilhe            | 45,60 | 37,22 | 11,00 | 1,64  | 1,42 | 4 581    |
| Arrifana              | 36,32 | 49,60 | 8,47  | 1,95  | 1,25 | 3 530    |
| Caldas de São Jorge   | 38,57 | 43,40 | 10,67 | 2,67  | 1,44 | 1 387    |
| Canedo                | 57,20 | 25,15 | 11,45 | 1,70  | 1,03 | 2 533    |
| Escapães              | 37,12 | 46,43 | 9,98  | 1,87  | 1,69 | 1 654    |
| Espargo               | 48,02 | 37,34 | 7,78  | 1,72  | 1,45 | 758      |
| Feira                 | 41,78 | 39,43 | 9,80  | 2,60  | 2,90 | 5 625    |
| Fiães                 | 35,35 | 47,22 | 8,48  | 4,09  | 1,82 | 4 625    |
| Fornos                | 41,87 | 40,67 | 9,82  | 2,59  | 1,89 | 1 426    |
| Gião                  | 55,95 | 25,23 | 13,99 | 0,78  | 0,92 | 765      |
| Guisande              | 55,76 | 31,75 | 8,02  | 1,50  | 1,75 | 798      |
| Lobão                 | 49,86 | 33,35 | 12,00 | 1,35  | 1,20 | 2 591    |
| Louredo               | 63,27 | 18,73 | 14,17 | 0,72  | 0,48 | 833      |
| Lourosa               | 39,10 | 45,62 | 8,58  | 1,84  | 1,57 | 5 105    |
| Milheirós de Poiares  | 37,76 | 48,00 | 8,11  | 1,76  | 1,44 | 1 875    |
| Mosteirô              | 34,65 | 47,24 | 9,83  | 2,39  | 2,11 | 1 088    |
| Mozelos               | 40,64 | 43,10 | 9,03  | 2,85  | 1,47 | 3 332    |
| Nogueira da Regedoura | 46,35 | 39,23 | 8,43  | 2,56  | 1,05 | 2 656    |
| Paços de Brandão      | 50,56 | 32,08 | 11,31 | 1,78  | 1,58 | 2 971    |
| Pigeiros              | 32,06 | 46,09 | 11,96 | 6,06  | 0,48 | 627      |
| Rio Meão              | 42,96 | 40,34 | 11,17 | 2,08  | 1,10 | 2 551    |
| Romariz               | 46,79 | 36,09 | 11,82 | 1,35  | 1,35 | 1 776    |
| Sanfins               | 37,82 | 46,87 | 8,63  | 1,85  | 1,34 | 973      |
| Sanguedo              | 48,85 | 34,43 | 11,78 | 1,21  | 0,98 | 1 740    |
| Santa Maria de Lamas  | 42,78 | 41,88 | 9,03  | 2,55  | 1,05 | 2 868    |
| São João de Ver       | 34,86 | 48,99 | 7,79  | 3,27  | 2,25 | 3 913    |
| São Paio de Oleiros   | 33,99 | 41,87 | 8,86  | 10,53 | 1,20 | 2 336    |
| Souto                 | 43,25 | 40,39 | 8,84  | 2,01  | 1,62 | 2 342    |
| Travanca              | 46,21 | 41,19 | 7,27  | 1,43  | 1,43 | 976      |
| Vale                  | 59,69 | 23,21 | 13,56 | 0,86  | 0,76 | 1 047    |
| Vila Maior            | 53,28 | 28,41 | 14,14 | 1,26  | 0,88 | 792      |
| Santa Maria da Feira  | 42,84 | 40,37 | 9,80  | 2,50  | 1,54 | 70 074   |

### São João da Madeira
| Partido                 | Partido                        | Votos  | %               | +/-  |
| ----------------------- | ------------------------------ | ------ | --------------- | ---- |
|                         | Partido Socialista             | 5 020  | 42,59 / 100,00  | 5,67 |
|                         | Partido Social Democrata       | 4 410  | 37,42 / 100,00  | 7,56 |
|                         | Partido Popular                | 1 290  | 10,95 / 100,00  | 1,17 |
|                         | Coligação Democrática Unitária | 429    | 3,64 / 100,00   | 1,53 |
|                         | Bloco de Esquerda              | 309    | 2,62 / 100,00   | 0,86 |
|                         | Outros                         | 125    | 1,06 / 100,00   |      |
| Votos Inválidos         | Votos Inválidos                | 203    | 1,73 / 100,00   | 0,15 |
| Total                   | Total                          | 11 786 | 100,00 / 100,00 |      |
| Eleitorado/Participação | Eleitorado/Participação        | 18 263 | 64,53 / 100,00  | 0,75 |

| Freguesia           | %     | %     | %     | %    | %    | Votantes |
| Freguesia           | PS    | PSD   | PP    | CDU  | BE   | Votantes |
| ------------------- | ----- | ----- | ----- | ---- | ---- | -------- |
| São João da Madeira | 42,59 | 37,42 | 10,95 | 3,64 | 2,62 | 11 786   |
| São João da Madeira | 42,59 | 37,42 | 10,95 | 3,64 | 2,62 | 11 786   |

### Sever do Vouga
| Partido                 | Partido                        | Votos  | %               | +/-  |
| ----------------------- | ------------------------------ | ------ | --------------- | ---- |
|                         | Partido Social Democrata       | 4 451  | 56,41 / 100,00  | 7,61 |
|                         | Partido Socialista             | 1 655  | 20,98 / 100,00  | 4,09 |
|                         | Partido Popular                | 1 399  | 17,73 / 100,00  | 2,35 |
|                         | Coligação Democrática Unitária | 93     | 1,18 / 100,00   | 0,67 |
|                         | Bloco de Esquerda              | 92     | 1,17 / 100,00   | 0,23 |
|                         | Outros                         | 78     | 0,99 / 100,00   |      |
| Votos Inválidos         | Votos Inválidos                | 122    | 1,55 / 100,00   | 0,21 |
| Total                   | Total                          | 7 890  | 100,00 / 100,00 |      |
| Eleitorado/Participação | Eleitorado/Participação        | 11 474 | 68,76 / 100,00  | 2,57 |

| Freguesia            | %     | %     | %     | %    | %    | Votantes |
| Freguesia            | PSD   | PS    | PP    | CDU  | BE   | Votantes |
| -------------------- | ----- | ----- | ----- | ---- | ---- | -------- |
| Cedrim               | 61,83 | 13,54 | 19,74 | 1,63 | 0,49 | 613      |
| Couto de Esteves     | 67,19 | 16,90 | 10,94 | 0,57 | 0,85 | 704      |
| Dornelas             | 46,40 | 25,90 | 20,95 | 1,35 | 0,68 | 444      |
| Paradela             | 62,15 | 13,55 | 20,72 | 1,00 | 0,40 | 502      |
| Pessegueiro do Vouga | 58,12 | 14,55 | 23,31 | 0,64 | 1,29 | 1 244    |
| Rocas do Vouga       | 51,39 | 26,99 | 17,01 | 1,66 | 1,11 | 1 082    |
| Sever do Vouga       | 57,38 | 21,00 | 15,59 | 1,11 | 2,15 | 1 443    |
| Silva Escura         | 51,17 | 25,98 | 17,58 | 1,66 | 1,07 | 1 024    |
| Talhadas             | 53,96 | 27,34 | 14,99 | 1,08 | 0,96 | 834      |
| Sever do Vouga       | 56,41 | 20,98 | 17,73 | 1,18 | 1,17 | 7 890    |

### Vagos
| Partido                 | Partido                  | Votos  | %               | +/-   |
| ----------------------- | ------------------------ | ------ | --------------- | ----- |
|                         | Partido Social Democrata | 7 198  | 66,90 / 100,00  | 15,12 |
|                         | Partido Popular          | 1 989  | 18,49 / 100,00  | 10,56 |
|                         | Partido Socialista       | 1 141  | 10,61 / 100,00  | 4,20  |
|                         | Bloco de Esquerda        | 109    | 1,01 / 100,00   | 0,04  |
|                         | Outros                   | 151    | 1,41 / 100,00   |       |
| Votos Inválidos         | Votos Inválidos          | 171    | 1,59 / 100,00   | 0,06  |
| Total                   | Total                    | 10 759 | 100,00 / 100,00 |       |
| Eleitorado/Participação | Eleitorado/Participação  | 17 206 | 62,53 / 100,00  | 2,40  |

| Freguesia              | %     | %     | %     | %    | Votantes |
| Freguesia              | PSD   | PP    | PS    | BE   | Votantes |
| ---------------------- | ----- | ----- | ----- | ---- | -------- |
| Calvão                 | 72,27 | 16,50 | 8,05  | 0,99 | 1 006    |
| Covão do Lobo          | 84,55 | 9,77  | 3,50  | 0,58 | 686      |
| Fonte de Angeão        | 76,86 | 13,50 | 7,33  | 0,64 | 778      |
| Gafanha da Boa Hora    | 67,23 | 16,03 | 11,91 | 0,99 | 705      |
| Ouca                   | 67,28 | 22,57 | 7,02  | 0,43 | 926      |
| Ponte de Vagos         | 63,90 | 29,30 | 4,38  | 0,12 | 867      |
| Santa Catarina         | 58,86 | 32,27 | 5,18  | 0,84 | 598      |
| Santo André de Vagos   | 77,75 | 13,70 | 4,28  | 0,68 | 1 029    |
| Santo António de Vagos | 69,36 | 20,35 | 6,53  | 0,77 | 904      |
| Sosa                   | 64,32 | 18,81 | 12,93 | 0,93 | 1 292    |
| Vagos                  | 52,44 | 15,96 | 24,95 | 2,39 | 1 968    |
| Vagos                  | 66,90 | 18,49 | 10,61 | 1,01 | 10 759   |

### Vale de Cambra
| Partido                 | Partido                        | Votos  | %               | +/-   |
| ----------------------- | ------------------------------ | ------ | --------------- | ----- |
|                         | Partido Social Democrata       | 5 796  | 40,32 / 100,00  | 6,14  |
|                         | Partido Socialista             | 3 968  | 27,61 / 100,00  | 10,12 |
|                         | Partido Popular                | 3 723  | 25,90 / 100,00  | 4,35  |
|                         | Coligação Democrática Unitária | 210    | 1,46 / 100,00   | 0,51  |
|                         | Bloco de Esquerda              | 194    | 1,35 / 100,00   | 0,39  |
|                         | Outros                         | 161    | 1,12 / 100,00   |       |
| Votos Inválidos         | Votos Inválidos                | 322    | 2,24 / 100,00   | 0,06  |
| Total                   | Total                          | 14 374 | 100,00 / 100,00 |       |
| Eleitorado/Participação | Eleitorado/Participação        | 21 370 | 67,26 / 100,00  | 0,01  |

| Freguesia              | %     | %     | %     | %    | %    | Votantes |
| Freguesia              | PSD   | PS    | PP    | CDU  | BE   | Votantes |
| ---------------------- | ----- | ----- | ----- | ---- | ---- | -------- |
| Arões                  | 38,08 | 18,26 | 39,09 | 0,82 | 0,91 | 1 095    |
| Cepelos                | 49,05 | 17,47 | 28,53 | 1,05 | 0,63 | 950      |
| Codal                  | 32,86 | 34,13 | 23,97 | 4,44 | 0,95 | 630      |
| Junqueira              | 54,82 | 14,27 | 28,16 | 0,50 | 0,63 | 799      |
| Macieira de Cambra     | 27,47 | 38,57 | 27,09 | 1,60 | 1,08 | 2 883    |
| Roge                   | 44,60 | 27,84 | 24,34 | 1,23 | 0,57 | 1 056    |
| São Pedro de Castelões | 43,85 | 24,98 | 24,38 | 1,11 | 1,83 | 4 319    |
| Vila Chã               | 42,63 | 30,57 | 19,41 | 2,03 | 2,12 | 2 313    |
| Vila Cova de Perrinho  | 37,99 | 24,62 | 32,83 | 1,52 | 0,61 | 329      |
| Vale de Cambra         | 40,32 | 27,61 | 25,90 | 1,46 | 1,35 | 14 374   |